# Tilda
Tilda és una òpera lírica en tres actes de Francesco Cilea sobre llibret d'Angelo Zanardini (qui va signar amb el pseudònim d'Anneldo Graziani). Va ser representada per primera vegada el 7 d'abril de 1892 al Teatre Pagliano de Florència.
Els intèrprets del dia de l'estrena van ser els següents:
| Personatge | Tessitura      | Intèrpret         |
| ---------- | -------------- | ----------------- |
| Tilda      | soprano        | Fanny Torresella  |
| Gastone    | Tenor          | Francesco Baldini |
| Gasparre   | Baríton        | Edoardo Sottolana |
| Agnese     | Mezzosoprano   | -                 |
| Mario      | Baríton        | -                 |
| Bista      | Baix operístic | -                 |
| Cecilia    | Soprano        | -                 |

L'obra, que Cilea va tenir ocasió de musicar gràcies als contactes amb l'editor Sonzogno, esdevinguts després del bon èxit de la primera òpera, Gina, va ser interpretada a Ancona i Venècia. Alguns mesos després (el 24 setembre) va ser representada també a Àustria, al Teatre de l'Exposició Musical de Viena i el 3 gener de 1893 al Teatro Dal Verme de Milà, on va ser rebuda pel públic, però la crítica la va jutjar com una «petita obra que no val res». Es tracta d'una obra de motlle verista en tres breus actes, que el jove Cilea va compondre sobretot per no perdre els contactes amb l'editor, en espera de millors oportunitats a futur.

## Trama
Tilda tracta en va de guanyar l'amor de Gastone, qui en canvi està enamorat d'Agnese. Tilda arriba fins i tot a fer segrestar a la seva rival pel bandoler Gasparre. Tilda és finalment assassinada per Gastone, qui li va fer creure que havia matat a Agnese.